# Hwicce

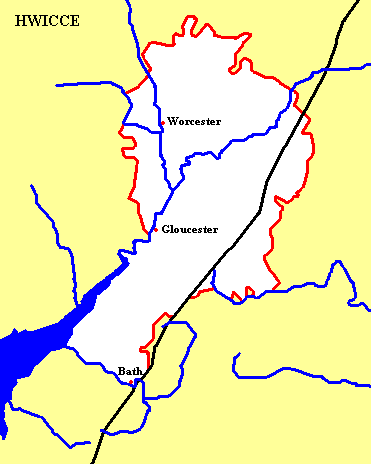
Het koninkrijk Hwicce.

De term Hwicce verwijst zowel naar een 6e-eeuws volk als een 7e-eeuws koninkrijk in Engeland. Het volk de Hwicce had zich gevestigd in Gloucestershire, Worcestershire en West-Warwickshire De Hwicce waren van gemengde Angelse en Saksische afkomst, die naar de vallei van de Avon gemigreerd waren uit gebieden die al eerder door de Angelen en de Saksen waren gekoloniseerd, zoals Essex. Door Theodorus, aartsbisschop van Canterbury, werd aan dit volk een bisschopszetel toegewezen, meer bepaald in Worcester.
Als koninkrijk vormde Hwicce een onderkoninkrijk van Mercia dat waarschijnlijk uit de Hwicce ontstond. Dit koninkrijk was onderworpen aan de heersers van Wessex, die het territorium gevoelig uitbreidden met de verovering van Gloucester en Cirencester, twee Romeinse centra, door Ceawlin van Wessex. In 628 werd dit gebied ingelijfd bij Mercia, door Penda van Mercia, die Cynegils van Wessex versloeg in een veldslag. Het is waarschijnlijk dat hij degene was die van Hwicce een onderkoninkrijk maakte, maar dit is niet zeker.
Vanaf de 8e eeuw wordt de heerser van Hwicce niet meer aangeduid als onderkoning, maar als ealdorman wiens band met de eerdere (onder)koningen van Hwicce niet duidelijk is. In de 10e eeuw bestond het gebied enkel nog als een geografische aanduiding, nadat het onder Ethelred II van Wessex in shires werd verdeeld.